# Leptura aureopubescens
Leptura aureopubescens es una especie de escarabajo longicornio del género Leptura, categorizada en la tribu Lepturini, de la subfamilia Lepturinae. Fue descrita por Hayashi en 1974.

## Descripción
Mide 13,5-16 mm de longitud.

## Distribución
Se distribuye por Japón.